# Hemitriakis complicofasciata
Hemitriakis complicofasciata  (лат.) — недавно описанный вид хрящевых рыб рода суповых акул семейства куньих акул отряда кархаринообразных. Эндемик северо-западной части Тихого океана. Размножается бесплацентарным живорождением. Максимальная зафиксированная длина 96 см. Опасности для человека не представляет.

## Таксономия
Впервые научное описание этого вида было дано в 2004 году. Голотип представляет собой  самца длиной 79,6 см, пойманного в 1999 году у берегов префектуры Окинава. Паратипы: самец длиной 65,5; самка длиной 70,6; самка длиной 71,4; самка длиной 62,6 см; самец длиной 76,6 см; самец длиной 68,7 см; самец длиной 81 см, пойманные там же и тогда же.

## Ареал
Эти акулы являются редкими эндемиками северно-западной части Тихого океана. Они обитают в прибрежных водах Окинавы, Япония, Филиппин и Тайваня на глубине 90—100 м.

## Биология
Подобно прочим представителям семейства куньих акул Hemitriakis complicofasciata размножаются бесплацентарным живорождением. Эмбрионы питаются исключительно желтком. Самцы достигают половой зрелости достигают при длине 76 см, а самки 81 см. Размер новорожденных составляет 24 см. В помёте до 8 детёнышей. Максимальная зафиксированная длина 96 см.

## Взаимодействие с человеком
Не представляет опасности для человека. Коммерческой ценности не имеет. Может в качестве прилова попадать в жаберные сети. Данных для оценки статуса сохранности данного вида недостаточно.